# Redberry Lake
Der Redberry Lake ist ein See in der kanadischen Provinz Saskatchewan.

## Lage
Der rund 53 km² große See, zentral in Saskatchewan gelegen, befindet sich etwa 60 km nordwestlich vom Saskatoon und etwa 10 km südöstlich von Hafford. Umgeben wird der See vom Aspen Parkland.
Der See unterscheidet sich von den umliegenden Seen dadurch, dass er kein Frischwassersee, sondern ein leicht salziger See ist. Im Jahr 1926 wurde der Salzgehalt mit 12 g/l und im Jahr 1988 mit 24 g/l gemessen.
Im nordwestlichen Bereich des Sees befindet sich seit 1968 ein Provinzpark, der Redberry Lake Regional Park. Weiterhin befindet sich an seinem Ufer ein wichtiges Vogelschutzgebiet, das kanadische IBA Redberry Lake Federal Migratory Bird Sanctuary. Das Vogelschutzgebiet besteht in seinen Grundzügen dabei schon seit 1925. Zu den am See vorkommenden und bedrohten Vogelarten gehören der Gelbfuß-Regenpfeifer, der Schreikranich, der Nashornpelikan und der Louisianawürger.
Der See bildet den Kernteil eines Biosphärenreservats der UNESCO. Das Biosphärenreservat Redberry Lake wurde im Jahr 2000 eingerichtet und ist eins von derzeit 19 Biosphärenreservaten in Kanada jedoch das einzige dieser Schutzgebiete in der Provinz Saskatchewan.